# 고노야마역
고노야마역(일본어: 鴻野山駅)은 일본 도치기현 나스카라스야마시에 위치한 동일본 여객철도 가라스야마 선의 철도역이다. 단선 승강장 1면 1선의 구조를 갖춘 지상역이다.

## 이용 현황
- 2008년도 : 181명
- 2009년도 : 164명

## 역 주변
- 닛신 공업

## 역사
- 1934년 8월 15일 : 개업.
- 1987년 4월 1일 : 일본국유철도 분할 민영화에 의해, 동일본 여객철도가 승계.

## 인접 역
| 동일본 여객철도 가라스야마 선 | 동일본 여객철도 가라스야마 선 | 동일본 여객철도 가라스야마 선 |
| ----------------------------- | ----------------------------- | ----------------------------- |
| 니타 호샤쿠지 방면            | ■ 가라스야마 선               | 오가네 가라스야마 방면        |